# Tuna (wilayat)
El wilayat de Tuna (província del Danubi, atès que Tuna és el nom turc per a aquest riu) fou una divisió administrativa de l'Imperi Otomà, creada en la reorganització administrativa del 1864 i formada pels antics eyalats de Silistra, Vidin i Nish, subdividida inicialment set sandjaks i 48 kada, i després en cinc sandjaks a la part nord d'allò que després fou Bulgària el 1878. Després d'aquesta darrera data el wilayat va desaparèixer, però l'illa danubiana d'Ada Kale, oblidada als tractats, va restar possessió otomana fins al 1913.
El seu primer governador fou Mithat Paşa, nomenat el 13 d'octubre de 1864; va governar fins al 1867.